# خنيم (بعدان)

تعديل مصدري - تعديل

خنيم هي إحدى قرى عزلة الحرث بمديرية بعدان التابعة لمحافظة إب، بلغ تعداد سكانها 176 نسمة حسب تعداد اليمن لعام 2004.